# ゴーストタウン

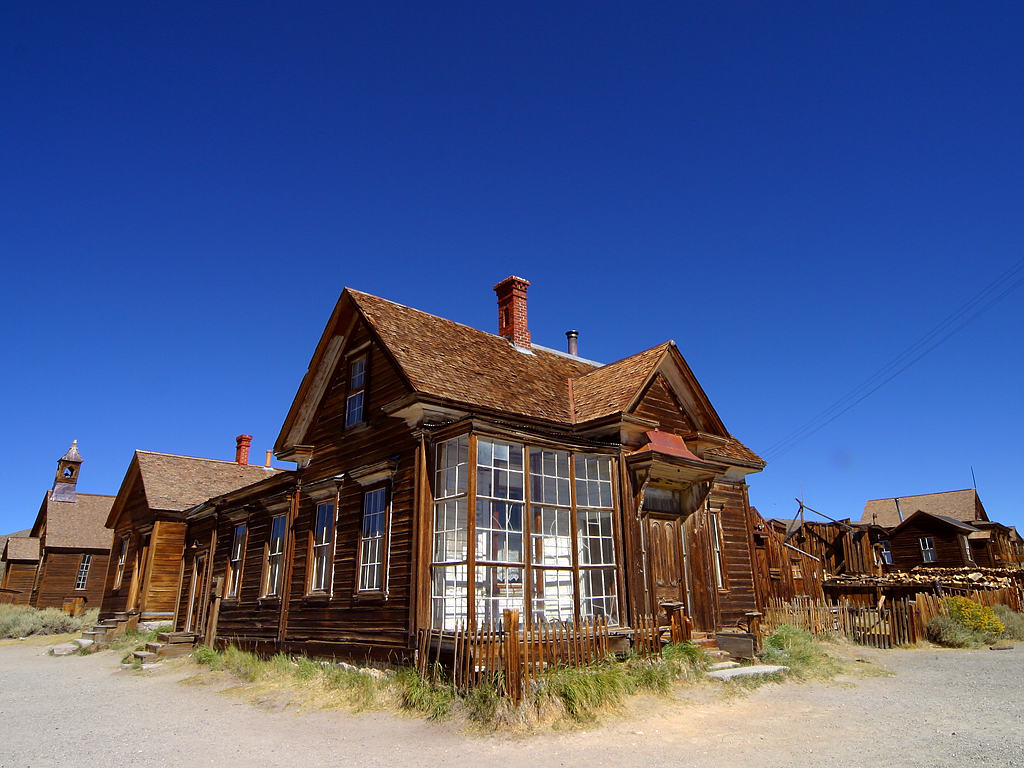
カリフォルニア州ボディのゴーストタウン。金鉱目的でつくられた集落としてゴーストタウンの象徴の一つとされている

ゴーストタウン（英語: ghost town、幽霊都市）とは、一度形成された都市や集落が廃墟化して、居住していたことを示す建物や痕跡のみが残されている場所のこと。ただし実際にはごく少数の住人がいる場合もある。
産業による環境破壊や衰退、戦争や自然災害での退去など、何らかの理由により住人が退去して無人となることで形成される。

## ゴーストタウンの形成理由

### 産業構造の変化
集落の存在理由が特定の産業（鉱業、企業城下町、娯楽産業等）に依存している場合においては、その産業が持続的なものではなく、衰退した場合には集落の存在意味を失うことになる。その意味において生活の伝統も基盤もない地域に人工的につくられた集落が自然消滅するというのは、ゴーストタウン発生の典型例として認められている。

#### 鉱業の衰退

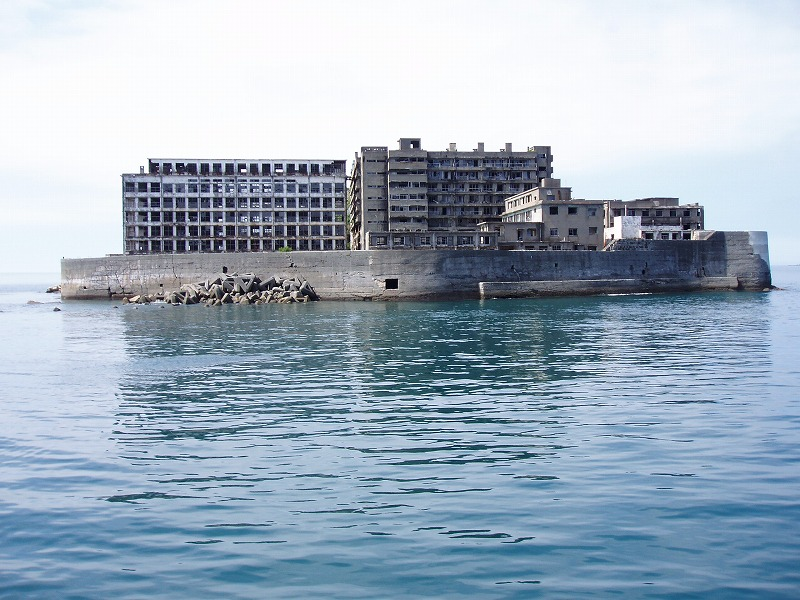
端島（軍艦島）

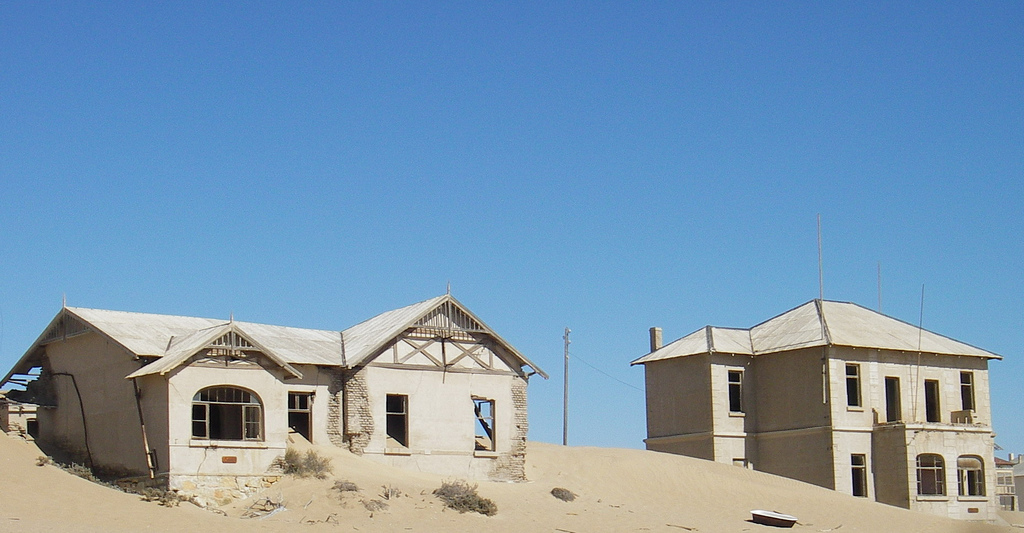
コールマンスコップ

アメリカ合衆国（コロラド州、モンタナ州、カリフォルニア州、アリゾナ州、ネバダ州）やカナダ（ユーコン準州、ブリティッシュコロンビア州、ノバスコシア州）にはゴールドラッシュの際に出現した集落が多数存在する。ほとんどは金鉱を目当てに集まった者たちによって形成された町であったが、これらの金鉱および採掘作業は鉱業と呼べる産業形態には及ばず短期的に消耗されるものであったため、金鉱が掘りつくされるとほとんどの集落がゴーストタウンと化した。
ロシア連邦コミ共和国のヴォルガショルではかつて石炭業により栄えていたが、世界的な石炭需要の低下と1991年のソビエト連邦の崩壊による経済の急速な悪化により、約7割の住民が住居を放棄し町は荒れ果てたアパートが立ち並ぶゴーストタウンとなった。
ナミビアのコールマンスコップは、ダイヤモンド採掘の労働者の居住地として1908年以降に建設されたが、第二次世界大戦後のダイヤモンドの暴落に伴い衰退し、1956年に放棄された。
日本でも、北海道や九州北部の炭鉱跡を中心に同様の元鉱山町が存在する。多くは、大きな都市の一部の集落が廃村になったものであるが、長崎県の端島は採炭のための人工島だったため、島そのものが完全にゴーストタウンと化している（現在は長崎市の一部）。他にも北海道釧路市阿寒町の雄別炭礦（石炭）跡、夕張市の大夕張、北見市のイトムカ鉱山（水銀）、羽幌町の羽幌炭鉱、岩手県八幡平市の松尾鉱山（硫黄）跡、埼玉県秩父市（奥秩父）の秩父鉱山、沖縄県北大東村の沖大東島（ラサ島、燐鉱）などがある。

#### 捕鯨の衰退

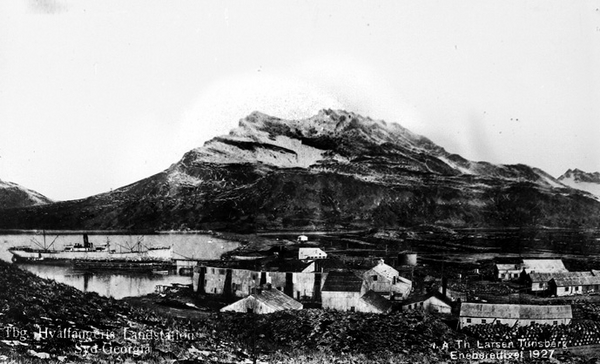
サウスジョージア島にあったノルウェーの捕鯨基地。（1927年）

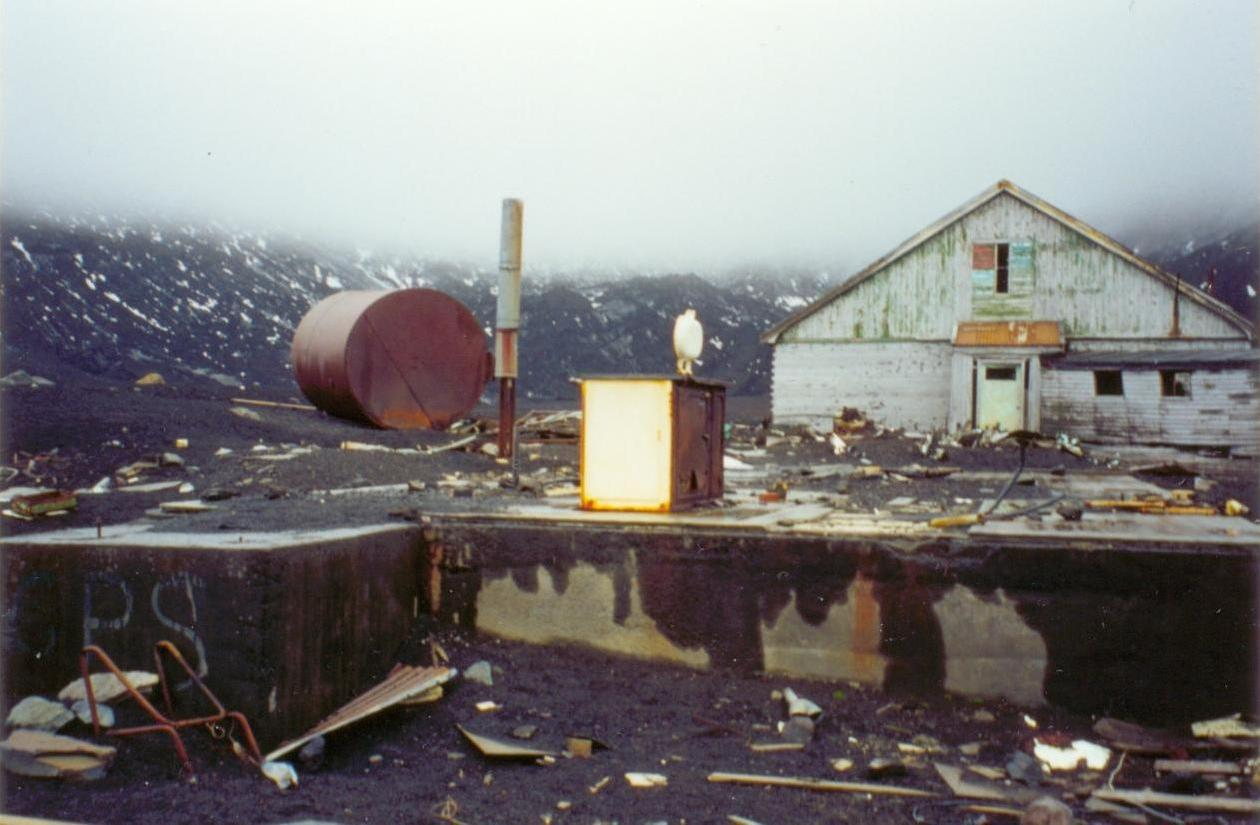
デセプション島の噴火に伴い放棄されたイギリスの捕鯨基地。

南極半島周辺（デセプション島、サウスジョージア島、グリトビケン）には20世紀前半にかけて各国の企業が建設した捕鯨基地が存在し、主に鯨油の採取が行われていた。しかし大恐慌の発生とともに石油の値段が下落したために鯨油は利用されなくなり、採算の取れなくなった企業は基地を放棄した。それに加えてデセプション島にて1967年と1969年に火山が噴火したため、基地の荒廃が更に進んだ。

#### 政治的要因
- 上都はクビライが根拠地として建造した都市で、中国を占領して大都に遷都した後も副都として重要な位置を占めていた。しかし、食料や物資などが自給自足できず外からの輸入に依存していた上に、水路がなく、交通や物資輸送が不便だったことから、元が崩壊して明に移り変わると放棄され、原野へと戻っていった。

#### 離農・耕作地放棄
- 新潟県新潟市西蒲区の角海浜では、地域特有の一種の海岸浸食現象によって、幾度となく家屋等が砂で埋没してしまうことがあった。これにより人口がほぼ離散していたところに巻原発の計画が持ち上がり（2004年中止）、最後の住民も離村して完全に無人地帯となった。
- アメリカのグレートプレーンズは20世紀初頭の鉄道の開通を機に寂れはじめ、ダストボウルや大恐慌による農業の破綻がさらに人口の流出に拍車をかけた。1920年以来人口の3分の1が流出し、カンザス州だけでも6000以上のゴーストタウンが存在するという。
- マヤ文明の諸都市はマヤ地域に壮麗な都市国家を築いていたが、そのほとんどが放棄された。要因は様々であるが、焼畑農業や大河がない土地で貯水するのに欠かせない漆喰の製造などによって森林が破壊されたことで、地力が衰えて作物が育たなくなり、多数の人口を養えなくなったことが要因の一つとしてあげられる。

#### 無人島化
- 東京都八丈町の八丈小島は、1969年までは人が住んでいたが、急激な過疎化、生活条件の厳しさを理由に全島民が離島し、現在は無人島となっている。
- 鹿児島県のトカラ列島にある臥蛇島では1970年に、同様の事情により全島民が移住し無人島となった。

#### 交通網の変化
高速道路や新しい鉄道の開通によりゴーストタウンが生み出されることがある。かつてルート66を走行していた車の多くが州間高速道路の開通により沿道にあった町を迂回するようになり、多数の町がゴーストタウンと化した。
また、カリフォルニア州サンバーナーディーノ郡のケルソーは蒸気鉄道の重要なハブであり、蒸気機関車が修理や給水のために停車する町であったが、鉄道の電化のために寂れていった(現在はモハーヴェ国立保護区内に編入され、かつての町並みが保全されている)。

### 集団移住

#### 行政

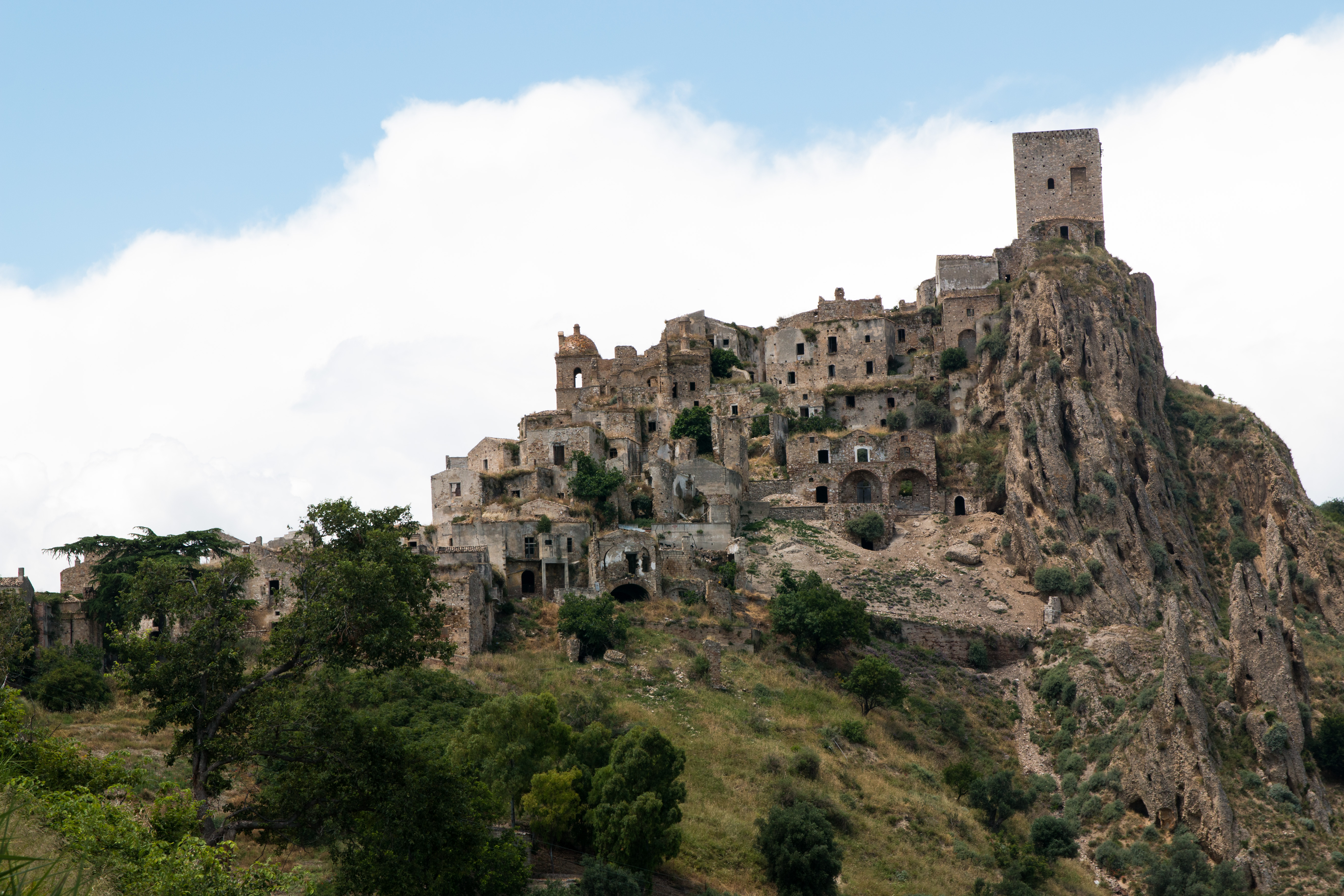
クラーコ

- イタリアの都市マテーラの洞窟住居は、生活改善のために1950年代半ばから何度か大住民移動が行われ、廃墟と化していった。
- イタリアのクラーコの旧市街は砂岩の丘の上に築かれていたが、群発地震による地滑りの発生などから、安全のために住民が平地に移転して廃墟となった。同様の事例として、トッコ・カウディオなども挙げられる。
- 栃木県下都賀郡谷中村は、足尾鉱毒事件対策を名目に、全村が遊水池化されることになり、1906年（明治39年）に強制廃村となった。谷中村の村域は、数次の変遷を経て、栃木市の市域になっている。
- 東京府南葛飾郡大木村・平井村・船堀村は、荒川放水路工事のために村域の大部分が買収されることになり、1914年（大正3年）に廃村となった。各村域は数次の変遷を経て、現在の葛飾区・江戸川区・墨田区の一部になっている。
- 福井県大野郡西谷村（現在の大野市）は、1963年（昭和38年）の三八豪雪と1965年（昭和40年）の四〇・九風水害で壊滅的な被害を受け、その後の真名川ダム建設に伴い集団離村している。
- 岐阜県揖斐郡徳山村（現在の揖斐川町）は、徳山ダムの建設により、村内の殆どの集落が水没するため、全村民が2001年（平成13年）までに離村移住し、徳山村は廃村し徳山湖の底に沈んだ[注釈 1]。
- 岐阜県揖斐郡八草村（後の川上村→坂内村、現在の揖斐川町）は、1693年（元禄6年）に開村して、1824年（文政7年）には27戸124人、1909年（明治42年）には15戸105人が定住していたが、度重なる水害と焼畑農業禁止のため、北海道に集団移住して、1919年（大正8年）に廃村した。現在は跡地に記念碑と供養塔が建てられている。
- 上記の西谷村、徳山村に近接する滋賀県伊香郡余呉町の高時川流域の山間部にあった集落は、1960年代後半から収入の中心であった製炭業がエネルギー革命で不振になり、奥川並、針川、尾羽梨が集団離村した[9]。残った鷲見・針川・尾羽梨の各集落（鷲見については後述）も、1990年代に丹生ダムの建設により集団離村している[注釈 2]。現在は市町村合併により長浜市の市域の一部となっている。
- 滋賀県高島郡今津町の北生見・南生見集落は、陸上自衛隊饗庭野演習場の戦車砲、榴弾砲の発射音などによる騒音の悪化により、平成4年防衛庁(当時)に土地買収され廃村[10][注釈 3]となった。現在は市町村合併により、高島市の市域の一部である。隣接する今津町追分集落も演習場外への着弾事故がきっかけとなって昭和49年に離村をした[11]。なお同演習場においてはその後も演習場外への着弾事故が相次いでおり、小規模な離村も行われている。
- 北海道夕張市鹿島（大夕張）は、1973年（昭和48年）の三菱大夕張炭鉱閉山以降、急速に過疎化が進んだ。1980年（昭和55年）に大夕張ダムの嵩上げ、更に夕張シューパロダムの新規建設が計画され、住民の移住開始。1990年（平成2年）に夕張シューパロダムが着工、1998年（平成10年）に全戸移転完了し無人となる。2014年（平成26年）3月からダムの試験湛水に着手し、2015年（平成27年）3月竣工。ダム建設中に廃墟も撤去され、鹿島地区の大部分は大夕張ダムごと水没した。
- 富山県魚津市の古鹿熊地区は、山村、豪雪地帯、交通不便故に高度経済成長による産業構造の変化について行けない為、1966年（昭和41年）に春日の集落が先に廃村となり、残りの集落の住人も1972年（昭和47年）までに弥源寺地区などに集団離村した。千枚田の跡地は、集団離村時に住人が杉苗を植えたため、杉林に変わっている[12][13]。
- 富山県上新川郡大山村（現・富山市）有峰地区は、県営ダム（現在の有峰ダム）建設に伴い1920年（大正9年）に全域が県有地として買い上げられたため、全住民が離村した[14]。
- 富山県婦負郡八尾町（現・富山市）土玉生部落18戸全て、茗ケ島部落16戸中9戸、小谷部落18戸中1戸は、室牧ダム建設で水没することから、各戸別に分散移転した[15]。
- 富山県西礪波郡福光町（現・南砺市）の臼中集落は、臼中ダム建設に伴い湛水地域となるため、1978年（昭和53年）9月12日に閉村[16]、1980年（昭和55年）までに全村の移転が完了した[17]。
- 長野県北安曇郡小谷村真木地区は、1972年（昭和47年）12月28日に全戸転出した[18]。
- ミシシッピ州とルイジアナ州にまたがるジョン・C・ステニス宇宙センターの建設に伴い、ロケットエンジンの実験で発生する轟音及び事故の発生を防止するため、建設予定地に存在する5つの集落（ゲインズヴィル、ログタウン、ナポレオン、サンタ・ローザ、ウェストニア）とパーリントンの北部に住む700家族及びほとんどの施設は立ち退きを余儀なくされた。

#### 治安悪化
- 南アフリカのヨハネスブルグはアパルトヘイトの廃止により、それまで都心部への居住が許されていなかったアフリカ系住民や不法入国者等が一挙に市街地へと流れ込み、治安が悪化した。これにより、ヒルブロウを始めとするインナーシティから北部のサントン地区を始めとする近郊へ職場（企業）も住居も移転したため、中心街がゴーストタウン状態となっている。

#### 戦争・政治弾圧
中世ヨーロッパの三十年戦争では、ドイツの多数の農村が廃村になったといわれている。ここには、第二次世界大戦以降における顕著な事例が列記されている。

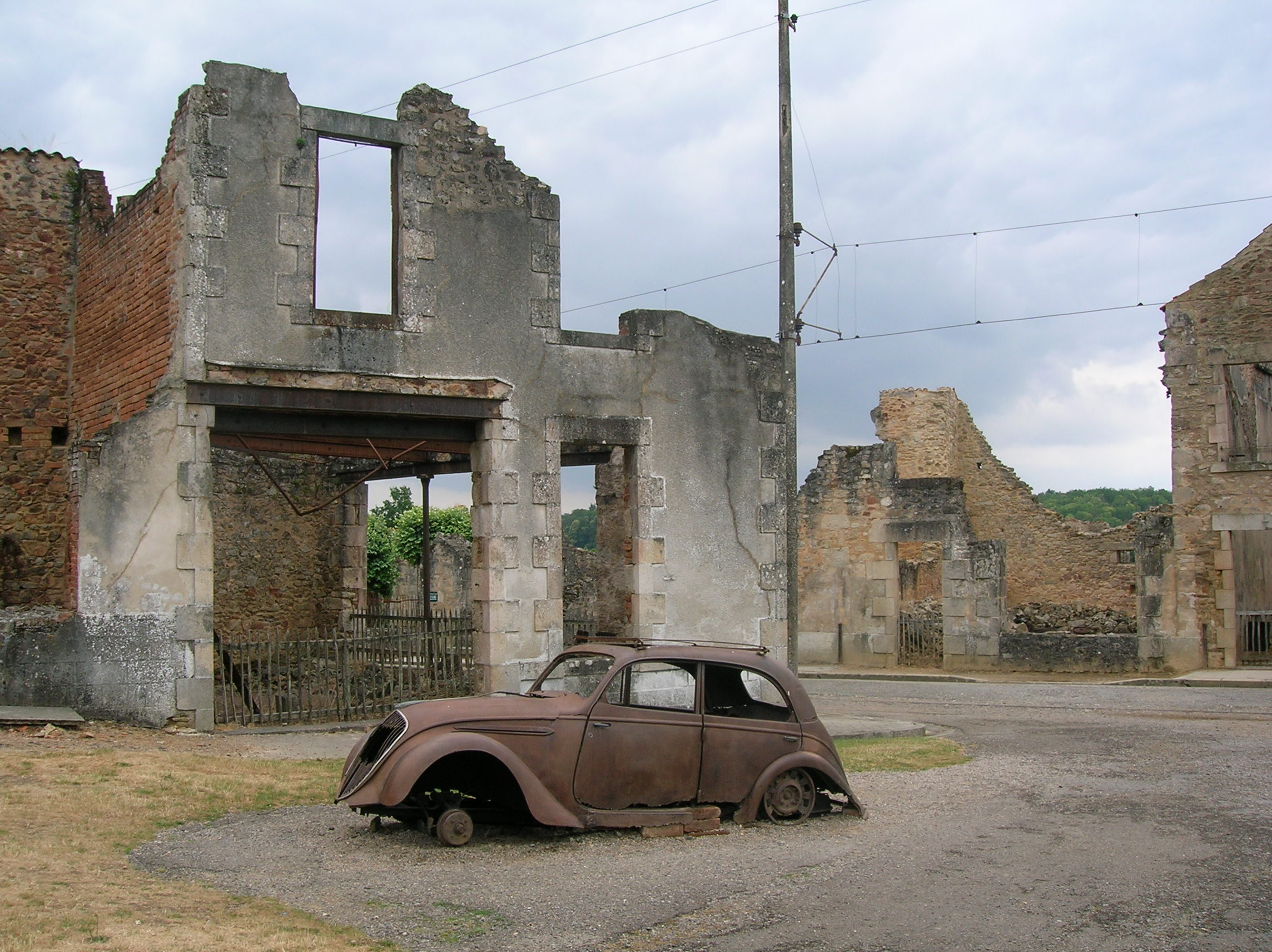
オラドゥール＝シュル＝グラヌ

- 日本の小笠原諸島にある東京都小笠原村硫黄島、北硫黄島は、本土決戦に備えて、島全体を要塞化するために、島の住民全員を他の土地に強制移住させた。硫黄島の戦いはその後に起きており、太平洋戦争終結後も硫黄島島民の帰島は出来ず、硫黄島航空基地が設置され、一般人の無断上陸が禁じられている。
- フランスのオラドゥール＝シュル＝グラヌは、1944年6月10日にナチス・ドイツによる虐殺が行われ、住民の殆どが死亡した。戦後シャルル・ド・ゴールは、オラドゥールの再建をしない事を決め、廃墟のまま放置されており、村全体が反ナチズムのプロパガンダとなっている。
- 朝鮮半島の38度線付近では、朝鮮戦争による破壊や非武装地帯の設置による民間人の立ち入り禁止措置を受け、鉄原郡（旧鉄原邑）や長湍郡のようにゴーストタウン化した場所がいくつかある。
- シリアの領土であるゴラン高原のクネイトラは、第三次中東戦争でイスラエルに占領され、第四次中東戦争後のイスラエル撤退時に大きな破壊を受けた。主権を回復したシリアは「イスラエルの侵略」に対するプロパガンダ目的で街を復旧させず、崩壊したモスク、教会、病院などの施設を全て廃墟にしたまま放置している。
- 民主カンプチアを率いるクメール・ルージュ（ポル・ポト派）は、極端な毛沢東思想に基づいて都市文明そのものの否定を企図し、首都・プノンペンを始めとする全土の都市住民を農村へ強制移住させた。それにより、クメール共和国時代に200万人を超えていたプノンペンの人口は僅か5000人まで減少し、ゴーストタウン状態となった。
- キプロスのヴァローシャは世界有数のリゾート地であり、ハリウッドのセレブリティも訪れるほどだったが、1974年６月に発生したトルコ軍のキプロス侵攻により占領下におかれ、一般人の立ち入りは現在も制限されている[19]。
- コロンビアの古代遺跡であるシウダー・ペルディダは、800年頃に作られたが、スペインによる征服を受けた15世紀に放棄され、無人化した。シウダー・ペルディダは1972年に発見されるまで、サンタ・マルタ郊外の密林の中に放置されていた。

### 自然災害
自然災害の規模が大きい場合、個人の被害程度ではなく社会基盤が破壊されるため復旧すら放棄されることになる。

#### 火山の噴火

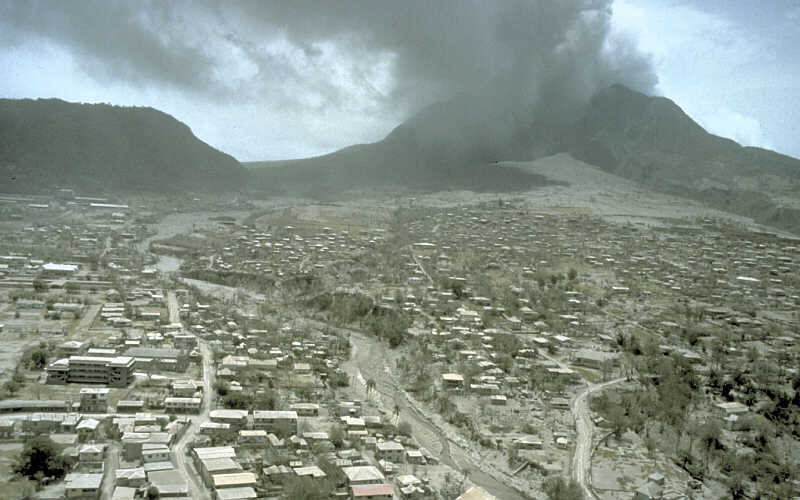
プリマス

- 1世紀前後のイタリア半島に栄えた都市ポンペイは、隣接するヴェスヴィオ火山の噴火により埋没し、廃墟となった。
- 伊豆諸島の青ヶ島（東京都青ヶ島村）では、1785年に同様に火山の噴火により住民全員が避難して無人島化、50年を経て住民が戻ったという歴史がある。
- 伊豆諸島の三宅島（東京都三宅村）は、2000年の火山の噴火により住民全員が避難して一時無人島化したが、現在は住民が帰島している。
- 伊豆諸島の鳥島（東京都直轄）も1902年の火山の噴火により玉置村の島民全員が死亡し、その後の1939年の噴火で奥山村の島民が退去し、廃村となり、島は乱獲により、天然資源もなくなってしまい、群発地震により、観測所は閉鎖され職員が退去し、無人島となった。
- トカラ列島の諏訪之瀬島も、火山の噴火により1813年から1883年までの70年間、無人島となった。
- コロンビアのアルメロは1985年に発生したネバドデルルイス火山の噴火とそれに伴うラハールによって大きな被害を受け、放棄された。
- パプアニューギニアのラバウルは1994年に発生した火山の噴火によって大きな被害を受け、放棄された。
- モントセラトの首都プリマスは1997年に発生した火山の噴火によって大きな被害を受け、破壊された。

#### 震災
- ロシア連邦のサハリン州ネフチェゴルスクは、1995年に発生したネフチェゴルスク地震によって、高層アパートなどが倒壊する大きな被害を受け、住民約3,200名のうち3分の2の犠牲者を出した。壊滅状態となった町は再建されなかった。

#### 集中豪雨
- 島根県益田市の高島は、1972年（昭和47年）7月の極地的な集中豪雨で壊滅的な被害を受け、全住民が離島し無人島となった。

#### 砂漠化の進行
- アフリカ大陸北部のサハラ砂漠周辺や、中央アジアのタクラマカン砂漠周辺など。人口爆発による食料増産のため、焼畑農業・過放牧・灌木の過度の伐採が行なわれオアシスが乾上るなどして砂に侵食された地域の放棄が増えている。また、埋もれた砂の下から過去の都市遺跡が見つかることもある（エジプト文明遺跡、楼蘭など）。

#### 火災、疫病
- アメリカ合衆国オハイオ州ルーカス郡プロビデンスは、1846年の火災により町の商業地区が壊滅して人口が減少し、1854年にコレラの流行で残っていた住民も離散した。

#### 獣害
- 北海道苫前町三渓の六線沢集落は、1915年（大正4年）にヒグマが村人を襲撃し、7人が死亡した三毛別羆事件が発生。恐怖を感じた六線沢の住人は次々と村を去り、廃村になった。六線沢集落は廃れたが、苫前町は現在（2019年）総人口3000人を超え、風力発電の町として知られる。

#### 地すべり
- アメリカ合衆国ユタ州ユタ郡のシスルは、1983年4月に発生した大規模な地すべりと、それによって形成された天然ダムにより壊滅した。形成された天然ダムは、その後の排水路工事の完工によって姿を消したものの、町は再建されることなく放棄された。

### 水没
- アルゼンチンのヴィラ・エペクエンは、1985年にエペクエン湖の水位上昇により水没し、放棄された。2000年代後半から水位が減少し、水底に沈んだ町が再び現れている。

### 人為災害・環境汚染

#### 放射能汚染

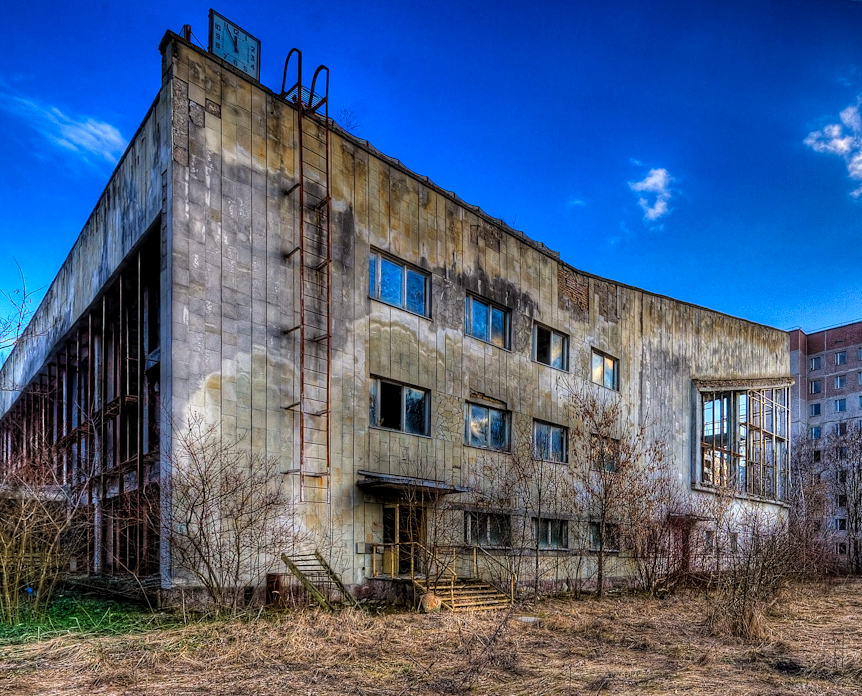
プリピャチ

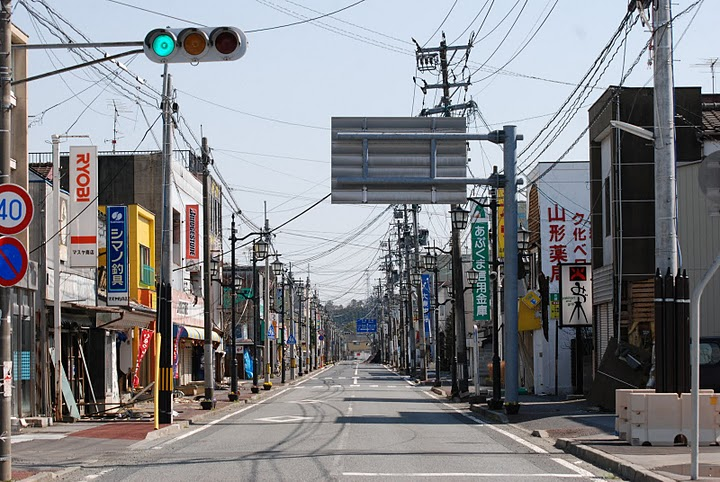
原発事故で住民が避難した浪江町

- ビキニ環礁でのアメリカ合衆国による67回もの核実験、とりわけ第五福竜丸も被曝したキャッスル作戦では近隣のロンゲラップ環礁にも多量の死の灰を降らせた。実験の3日後、ロンゲラップ島の住民64人全員は1.75Gyの放射能に被曝し、家屋・財産を残したまま、クェゼリン環礁に強制移住させられた。
- 1986年に旧ソビエト連邦（現在のウクライナ）にあったチェルノブイリ原子力発電所の爆発事故により、チェルノブイリおよびプリピャチ住民全員が避難を余儀なくされ、一時無人となった。これらの町は、チェルノブイリ立入禁止区域に指定され、その後この地で最期を迎えることを希望した、少数の老人や放射線研究者が町に戻ったため、現在では極僅かだが住人が居る。その他にもウラル地方での核の汚染により、多くの村落がゴーストタウン化している。
- 東京電力福島第一原子力発電所における福島第一原子力発電所事故の影響で、福島県の浜通り地方中部、特に浪江町、双葉町、大熊町、富岡町、楢葉町、葛尾村）の住人が避難することになった。なお、現在はほとんど解消されている。

#### ダイオキシン汚染
- アメリカ合衆国ミズーリ州タイムズビーチで発生した、モンサントに端を発するダイオキシンを主とする汚染により、一帯から住民が退去している。

#### 石綿汚染

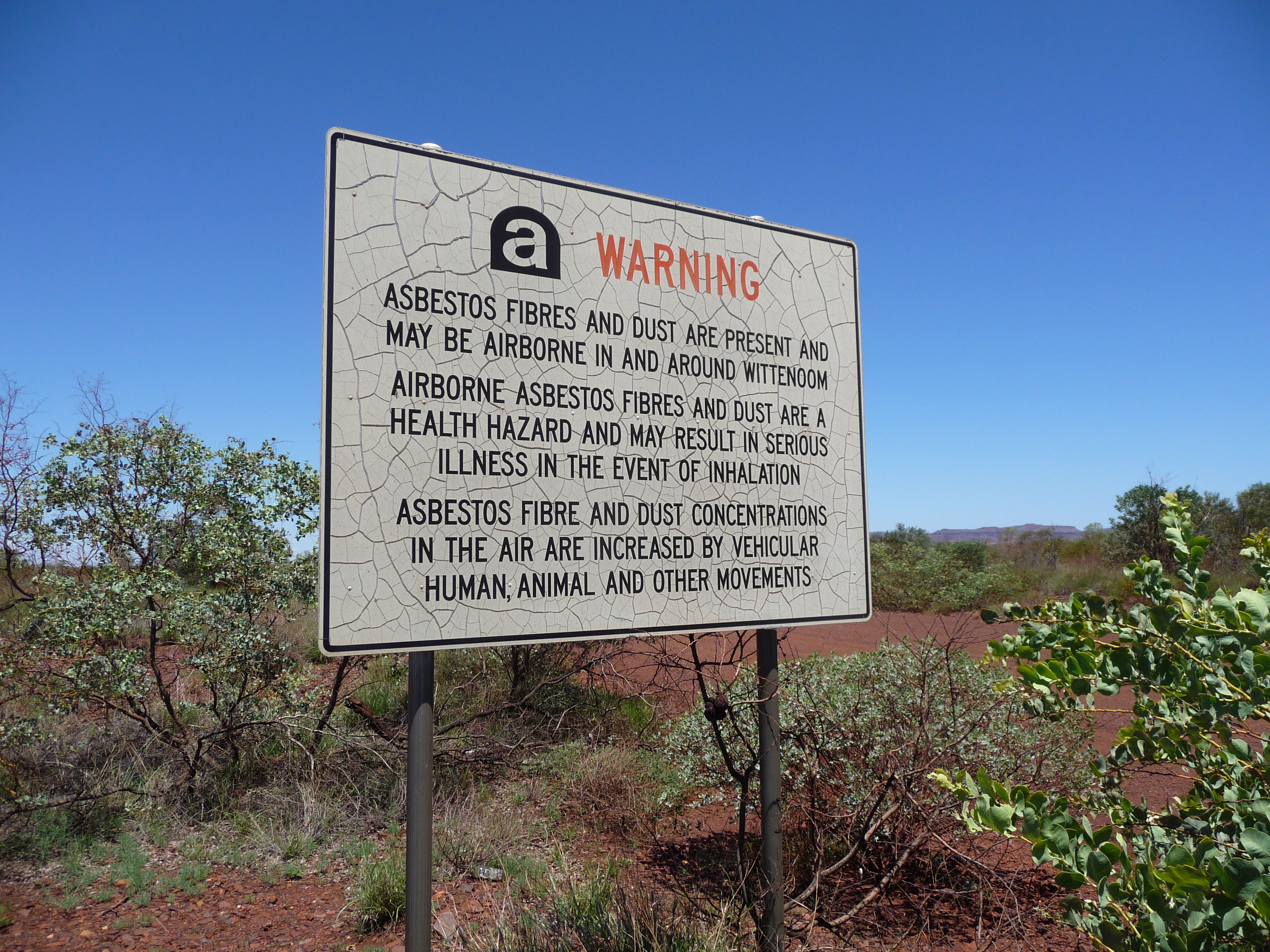
石綿による健康被害を警告する看板。

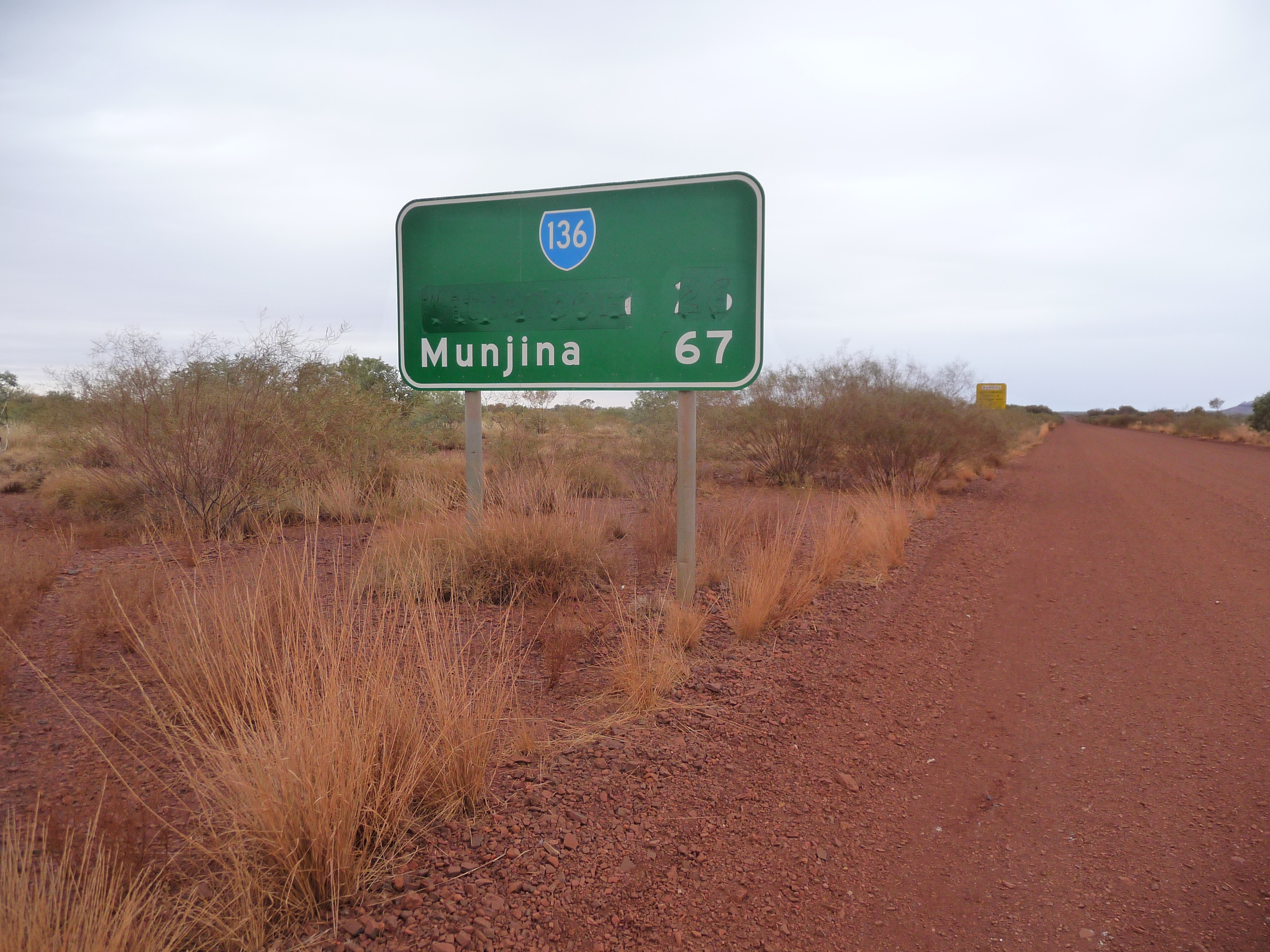
道路標識から町の名前が抹消されている。

- オーストラリア連邦西オーストラリア州ウィットヌーンは青石綿鉱山により繁栄したが、鉱石くずなどを道路整備などに使用したため、5万ヘクタールにも及ぶ広大な地域（東京都の4分の1の面積に匹敵する）がアスベストにより汚染された。ゴーストタウン化による観光客の増加によって発生する健康被害を恐れ、西オーストラリア州政府は2007年7月に公式に地図上から町の存在を抹消して公共サービスの提供を停止し、道路標識からも町の名称が抹消された[20]。

#### 鉱毒被害
- 栃木県上都賀郡松木村は、隣接する足尾銅山精錬所で使用されるため山の木材が大量に伐採、さらに精錬所から排出される鉱毒が遠因となり山林が荒廃。産業が立ち行かなくなり、村民が去っていった。
- アメリカ合衆国オクラホマ州ピチャーは、亜鉛と鉛の町として発展したが、1967年の鉱山閉山時に遺された大量の鉱滓や、坑道跡から流れ出る有毒金属により一帯が汚染され、加えて地表近くで無計画に坑道を掘削したことが原因で深刻な地盤沈下も発生することになった。環境浄化の取り組みも行われたものの、急速な人口減も相まって、最終的に町は廃止されることになり住民の集団移住が行われた。正式に町が廃止された後も少数の人間が居住していたが、2015年6月に最後の住民が急死し、名実ともに無住の地となった。

#### 炭坑内火災
- アメリカ合衆国ペンシルベニア州セントラリアは石炭の町として繁栄していたが、1962年に発生した坑内火災によって居住が困難になり、住民が退去した。2010年時点で10人の住民が残っている。消火活動は断念され、自然鎮火には200年以上かかるとされている。

### 住宅バブル
スペインでは世界金融危機で住宅バブルが崩壊すると、住宅ローンを払えない多くの人々が家を手放したことで、ゴーストタウンが形成された。中華人民共和国では、史上最大ともされる不動産バブルで『鬼城』と呼ばれる様々なゴーストタウンがつくられ、世界の名所の建築を模倣した都市もあり、特に内モンゴル自治区オルドス市は、世界最大のゴーストタウンとして知られている。

## ゴーストタウンの再利用
ゴーストタウンによっては、その後町そのものが映画のセットとして使われたり、逆手を取ってゴーストタウンであることを売り物にダークツーリズム化した所もある。
- 先述されたイタリアの都市マテーラの洞窟住居は、生活改善のために50年代半ばから何度か大住民移動が行われ、廃墟となったが、世界遺産に登録されると、遺構を改築して住み始める人が出てきた。現在は7割に人が住んでおり、ホテル、オフィス、レストランも開業した。
- 1970年に集団移住が行なわれ、廃村となった長野県飯田市大平地区の大平宿では、江戸時代中期から昭和初期の民家が廃屋として残っており、財団法人日本ナショナルトラストや飯田市、地元の有志により「いろりの里」として保存・修復され、自炊による宿泊が可能となっている。
- 北海道夕張市鹿島地区は、映画の撮影に使用された。
- 滋賀県長浜市余呉町の鷲見集落は、日本映画「八つ墓村」の撮影に使用された。
- 長崎県の端島（軍艦島）は、映画やドラマの撮影、ミュージシャンのプロモーションビデオの撮影などに使用された。島の現在の様子を紹介する写真集やDVDなども出版された。さらに住民の集団離島から30年以上の時を経て、全国から文化的遺産として残すことを望む声が多く挙がり、観光客が多く訪れ、長崎市から遊覧船でのクルーズ、端島上陸ツアーが組まれるようになった。2015年には、明治日本の産業革命遺産 製鉄・製鋼、造船、石炭産業として世界文化遺産に登録された。